# Gare de Luchon
La gare de Luchon est une gare ferroviaire française de la ligne de Montréjeau - Gourdan-Polignan à Luchon, située dans la commune de Bagnères-de-Luchon, dans le département de la Haute-Garonne, en région Occitanie.
Elle est mise en service en 1873 par la Compagnie des chemins de fer du Midi et du Canal latéral à la Garonne. Jusqu'à la fermeture pour travaux de la ligne le 18 novembre 2014, elle était desservie par un rare train Intercités de nuit et un aller-retour quotidien en train régional TER Midi-Pyrénées. La réouverture de la ligne est effective depuis le 22 juin 2025.

## Situation ferroviaire

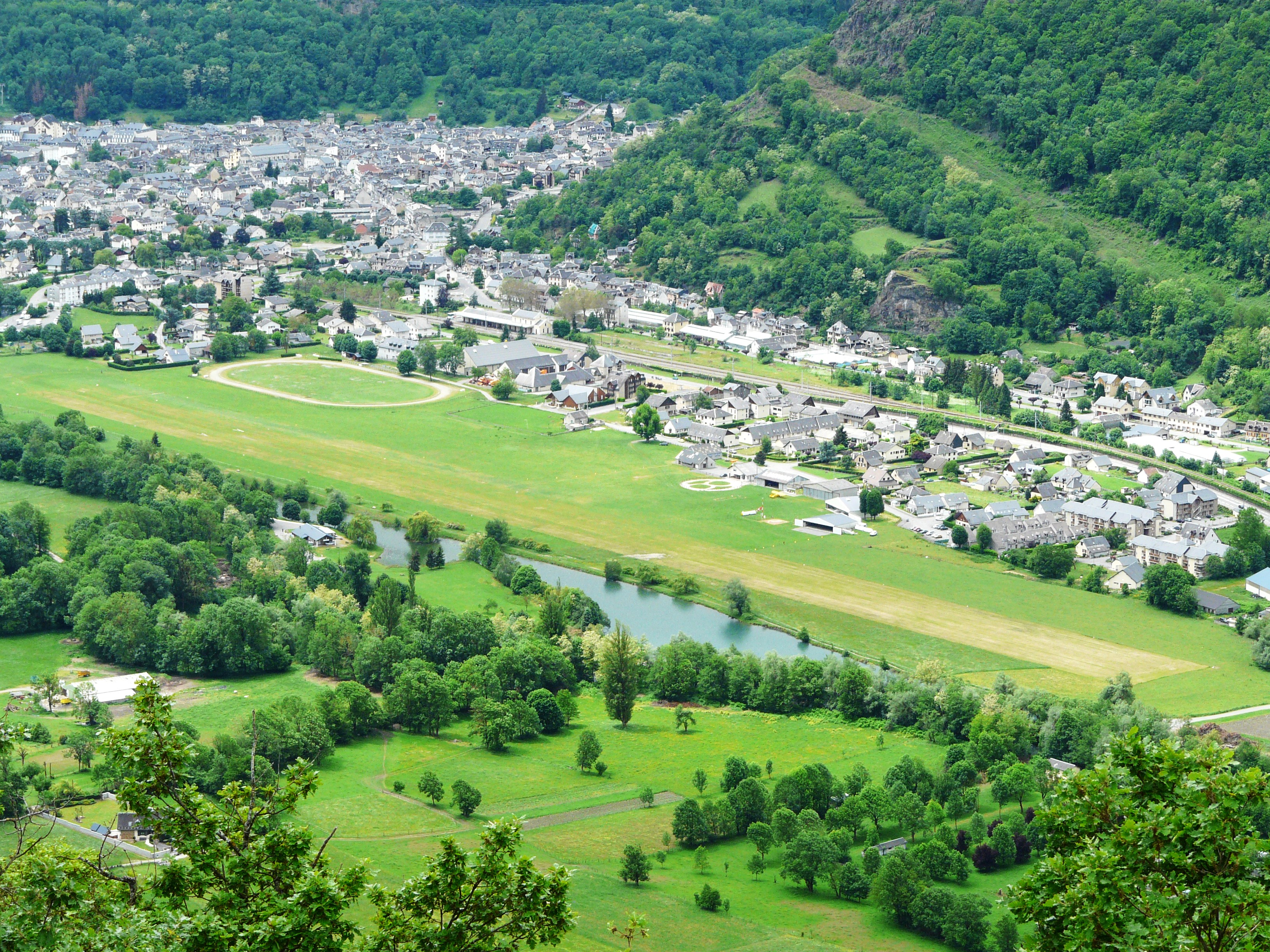
La ligne et la gare à l'entrée de la ville.

Établie à 620 m d'altitude, la gare de Luchon est située au point kilométrique (PK) 139,321 de la ligne de Montréjeau - Gourdan-Polignan à Luchon, après la gare ouverte de Marignac - Saint-Béat et avant le butoir marquant la fin de la voie au PK 139,5.
La gare dépend de la région ferroviaire Occitanie, elle est équipée de deux quais : le quai 1 pour la voie 1, et le quai 2 pour la voie 5, qui disposent tous deux d'une longueur utile de 180 m.

## Histoire
La gare de Luchon est mise en service avec l'embranchement de Montréjeau à Bagnères-de-Luchon, sur la ligne de Toulouse à Bayonne, le 17 juin 1873 par la Compagnie des chemins de fer du Midi et du Canal latéral à la Garonne.

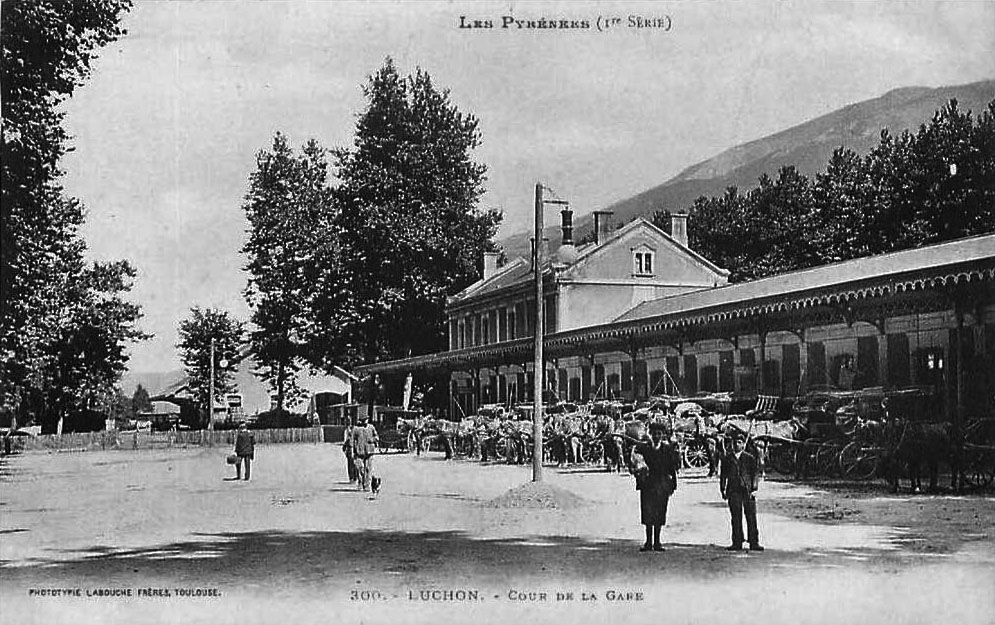
La cour de la gare vers 1900.

Le bâtiment voyageurs, bâti sur un modèle courant de la compagnie avec une architecture caractérisée de « banale », est néanmoins complétée par des marquises en fer qui protègent les voyageurs, qui attendent les trains ou les voitures et omnibus, en couvrant les sorties du côté de la cour extérieure et le quai contigu au bâtiment. Ces éléments en fer de la gare sont l'œuvre de l'ingénieur et entrepreneur Jean-Baptiste Troncquez (1842-1874). La fréquentation de la gare va nécessiter divers réaménagements durant les années suivantes, notamment : l'amélioration du service des bagages au départ en juillet 1891 et la reprise de la distribution du bâtiment voyageurs en juillet 1893 pour un coût de 9 732 francs.

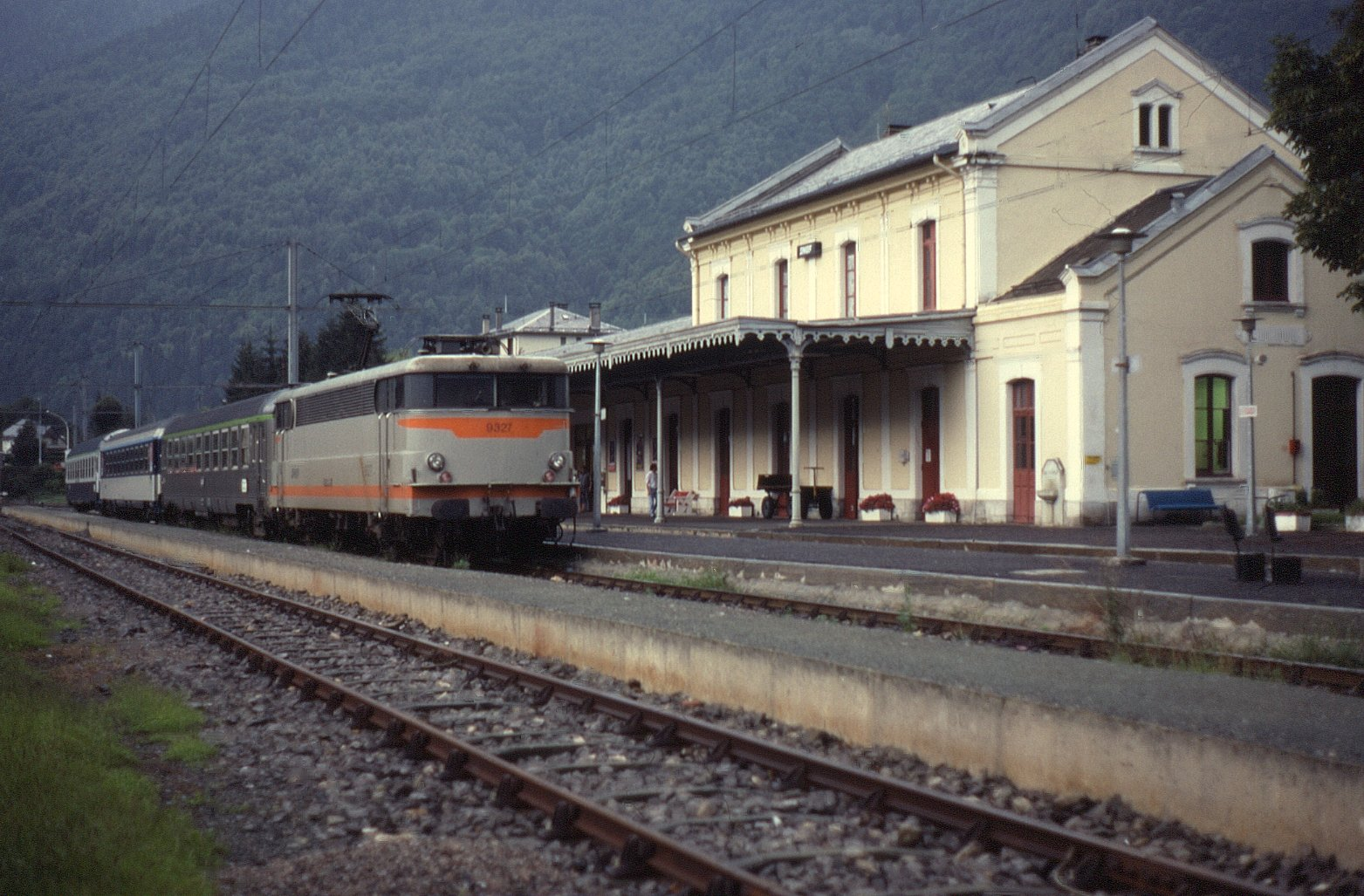
Voies et quais, avec une BB 9300 en 1993.

La desserte par le chemin de fer facilite la venue des curistes à Luchon et un développement important de la station thermale. La desserte de la gare s'intensifie. Au début du XXe siècle, à la Belle Époque, le trafic est quotidiennement de « vingt-quatre trains dont le prestigieux Luchon-Express ».
En 2003, le 130e anniversaire de l'arrivée du premier train en gare est fêté. Une plaque commémorative est fixée sur l'entrée du bâtiment voyageurs où est présenté une exposition retraçant l'épopée du lien entre le chemin de fer et la ville d'eau. L'historien Jacques Bergeon retrace cette histoire lors d'une conférence à la mairie et un bal, face à la gare, clôture cette journée ou l'on note la présence d'Astrid Veillon, marraine de la gare, et de personnalités politiques et du monde ferroviaire comme : le président de la région, Martin Malvy, et le directeur régional de la SNCF.
En 2015, selon les estimations de la SNCF, la fréquentation annuelle de la gare était de 37 048 voyageurs.
Après la remise en état de la ligne Luchon-Montréjau et plusieurs mois de travaux, sa réouverture est prévue pour 2025 avec des trains diesel puis à l'hydrogène, après avoir été suspendue en 2014: une visite presse a eu lieu le 19 juin 2025 en amont et l'inauguration s'est déroulée le 22 juin 2025
La réouverte de la gare est effective depuis le 22 juin 2025. 

## Service des voyageurs

### Accueil
Gare SNCF, elle dispose d'un bâtiment voyageurs, avec guichet, ouvert tous les jours.

### Desserte
Jusqu'au 18 novembre 2014, Luchon est desservie par un train (week-end et vacances) grande ligne Intercités de nuit qui circule entre les gares de Paris-Austerlitz et de Luchon. C'est aussi une gare régionale desservie par des trains TER Occitanie qui effectuent des missions entre les gares de Toulouse-Matabiau et de Luchon (réouverte depuis le 22 juin 2025).

### Intermodalité
Un parking pour les véhicules est aménagé.

## Galerie d'images

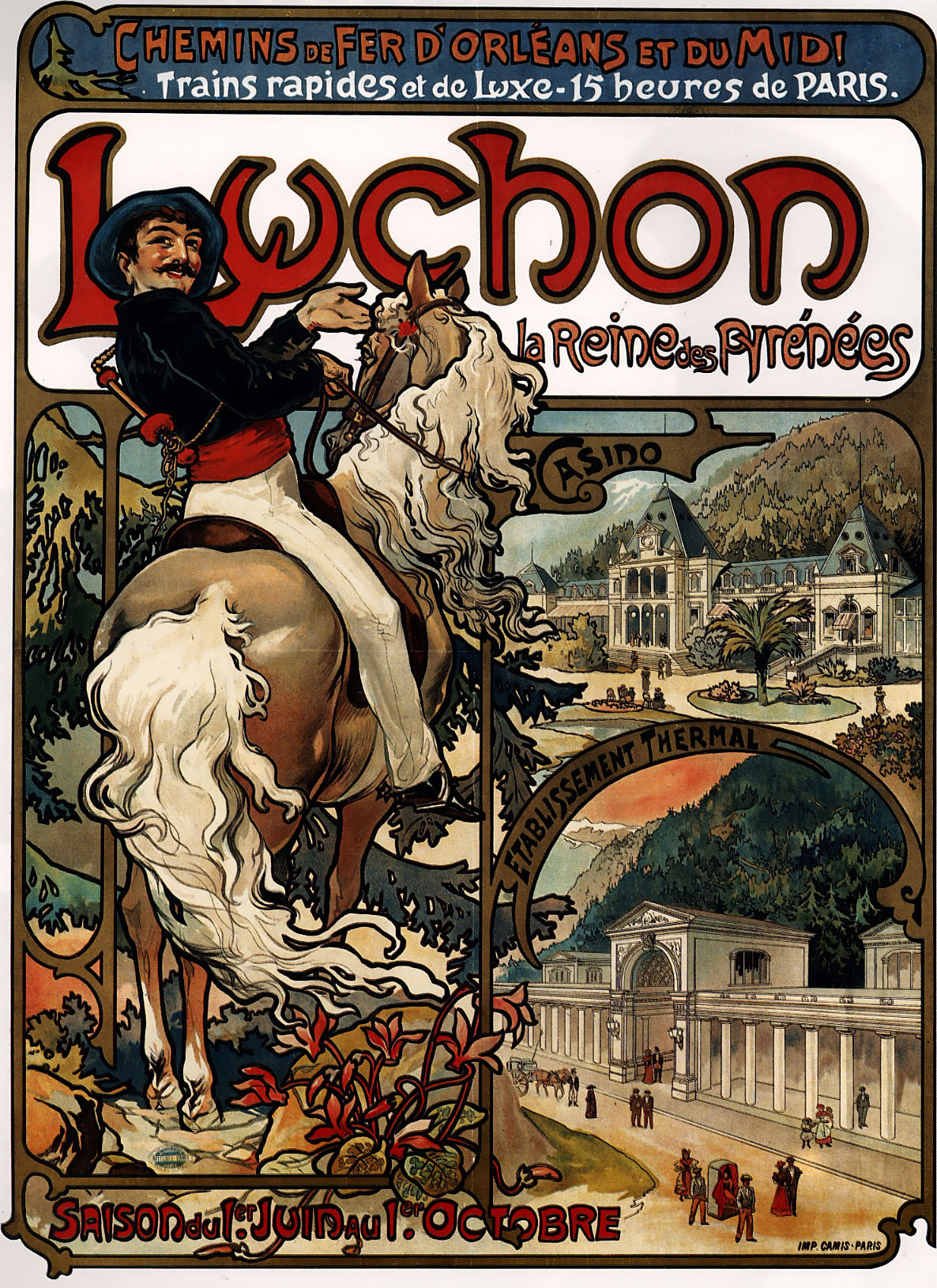
Affiche ferroviaire de Mucha pour Luchon (1895).
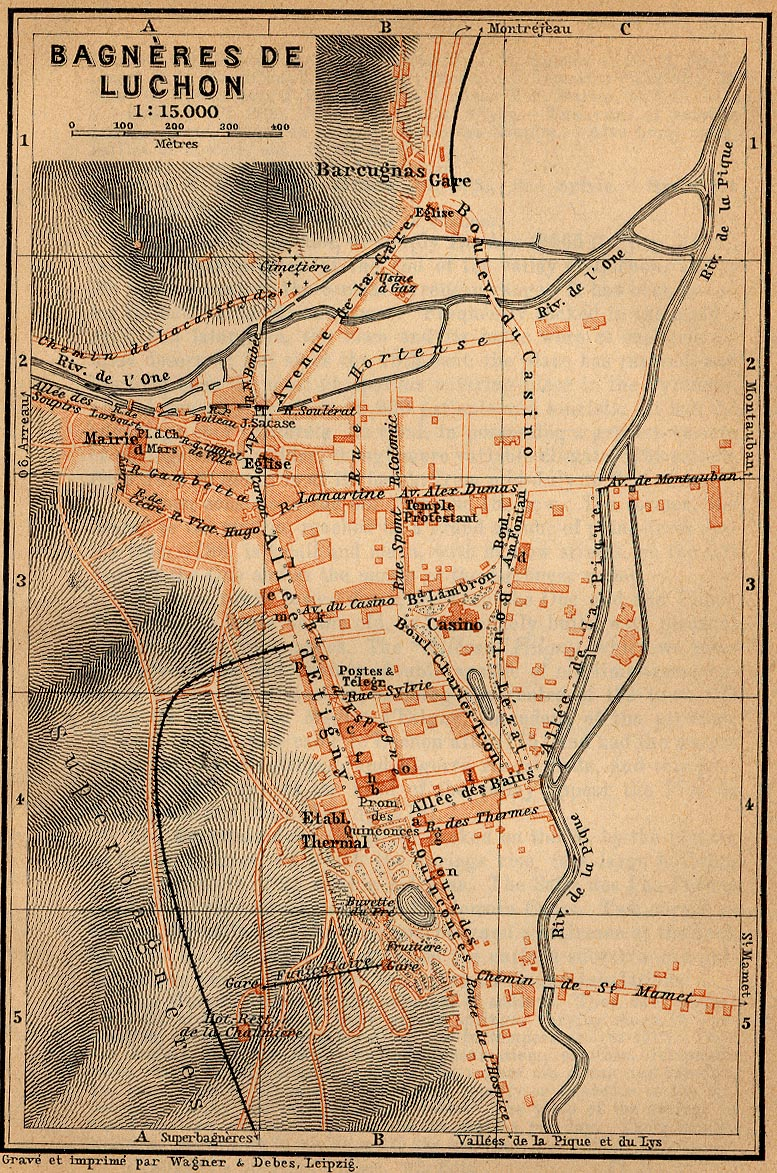
Plan (1914) de Bagnères-de-Luchon avec emplacement de la gare.